# Zoot Money
Zoot Money (* 17. Juli 1942 in Bournemouth als George Bruno Money; † 8. September 2024) war ein britischer Blues- und Rockmusiker (Hammondorgel, Keyboards, Gesang, Bass, Komposition), der zunächst mit seiner Big Roll Band bekannt wurde.

## Leben und Wirken
Money lernte in der Schule Waldhorn und sang auch im Chor. Mitte der 1950er Jahre entdeckte er den Rhythm & Blues und den Rock & Roll. Beeinflusst von Jerry Lee Lewis und Ray Charles wechselte er zum Keyboard und lernte Anfang der 1960er Jahre das Orgelspiel. Nach dem Besuch eines Konzerts von Zoot Sims erhielt er seinen Spitznamen, unter dem er weiterhin bekannt wurde.
Als Keyboarder spielte Money zunächst in der Don Robb Band (gemeinsam mit Andy Summers) und der Jazzband Wes Minster Five, wo er mit Saxophonist Clive Burrows, Dave Greenslade, Tony Reeves und Jon Hiseman auftrat. Vorübergehend gehörte er zu Alexis Korners Blues Incorporated und gründete dann seine Big Roll Band mit Summers, Nick Newell und Johnny Almond (Saxophon), Paul Williams (Bass und Gesang) und Colin Allen (Schlagzeug), die ab 1964 Singles bei Decca und EMI sowie 1965 ein erstes Album  It Should Have Been Me veröffentlichte. 1966 wurde im Londoner Club Klooks Kleek das EMI-Columbia-Album mit dem Titel Zoot! mitgeschnitten, das auch in den USA erschien und heute als Klassiker gilt. 1967 gründete er das Quartett Dantalian’s Chariot, mit dem er am Psychedelic Rock partizipieren wollte und Konzerte mit Lightshows koppelte sowie das Material für ein Album aufnahm.
Money spielte dann bei Eric Burdon & the Animals, wo er 1968 auf dem Album Every One of Us aus vertraglichen Gründen als George Bruno verzeichnet war. Nachdem die Band auseinandergebrochen war, nahm er sein erstes Soloalbum Zoot Money auf, das von Vic Briggs produziert wurde. Weiterhin wirkte er bei Aufnahmen für Centipede, Grimms, Kevin Coyne, Long John Baldry und Kevin Ayers mit und arbeitete seit den frühen 1970er Jahren mit Alexis Korner an verschiedenen Projekten bis zu dessen Tod (1984). 1980 hatte er seinen größten Erfolg als Solokünstler, als er bei Paul McCartneys MPL-Label unterschrieb und sein Album Mr. Money aufnahm. Er hatte auch einige Erfolge als Songwriter, vor allem mit „It Never Rains But It Pours“, und wurde als musikalischer Leiter der BBC-Fernsehserie Tutti Frutti Produzent.
Weiterhin hat er mit Mick Taylor, Georgie Fame, Alan Price, den neu formierten Humble Pie, Spencer Davis, den neu formierten Foundations und Geno Washingtons Soul Train gespielt. 1983 kehrte er für eine Tournee zu den Animals zurück. In den 1990er Jahren gründete er eine neue Version der Big Roll Band (häufig mit Schlagzeuger Colin Allen als Gast), mit der er bis ins 21. Jahrhundert hinein auftrat. Außerdem tourte er mit den Blues-Veteranen Ray Dorset (von Mungo Jerry), Paul Williams und Long John Baldry unter dem Namen British Legends of Rhythm & Blues. 2004 arbeitete er erneut mit Alan Price sowie mit Cliff Bennett und Tony Sheridan zusammen, später wirkte er bei The British Blues All Stars und The British Blues Quintet.
Am 8. September 2024 starb Zoot Money im Alter von 82 Jahren.

## Diskographische Hinweise
- Transition. Columbia (1968)
- Welcome to My Head Capitol (1969),
- Zoot Money Polydor (1970)
- Mr. Money. MPL (1980)
- Dantalian’s Chariot: Chariot Rising. Tenth Records (rec. 1967, ed. 1995)
- Were You There Live. Indigo (1999)
- Full Clothed & Naked. Indigo (2000)
- As & Bs Scrapbook. Repertoire Records (2003)
- A Big Time Operator. Castle (2005)
- Full Circle. Universal (2007)
- The Book of Life… I’ve Read It. Treasure Island (2016)[3]

Big Roll Band:
- It Should’ve Been Me (Columbia 1965)
- Zoot! (Columbia 1966)
- Zoot Money’s Big Roll Band (Repertoire Records 2017, Box)